# Jorge Aguilera López
Jorge Aguilera López (Ciudad de México, 1979) es un escritor, poeta y profesor mexicano. Sus líneas de investigación son la poesía social y política de México y Latinoamérica, las vanguardias literarias latinoamericanas y la crítica sobre la poesía.

## Biografía
Nacido en la Ciudad de México, obtuvo un maestría y un doctorado en letras por la Facultad de Filosofía y Letras de la Universidad Nacional Autónoma de México (UNAM).
Se desempeña como profesor de tiempo completo en el Centro de Enseñanza para Extranjeros (CEPE) de la UNAM. Así mismo ha impartido cursos en la Facultad de Filosofía y Letras de la UNAM y en el posgrado de la Pontificia Universidad Católica del Ecuador.
Es miembro fundador del Seminario de Investigación en Poesía Mexicana Contemporánea, de la cual fue coordinador desde 2012 a 2014 y forma parte del Seminario de Investigación Memoria e Imaginación de Latinoamérica, adscrito al Centro de Investigaciones sobre América Latina y el Caribe (CIALC) de la UNAM. Sus líneas de investigación son la poesía social y política de México y Latinoamérica, las vanguardias literarias latinoamericanas y la crítica sobre la poesía.
Artículos suyos han aparecido en diversas antologías, como En la orilla del silencio. Ensayos Sobre Alí Chumacero (2012), América diversa. Literatura y memoria (2012), Ensayando el Ensayo. Artilugios del género en la literatura mexicana contemporánea (2013) y Mito y utopía en las literaturas andinas contemporáneas (2013). Es autor del poemario Glosar rupestre (2014).

### Premios y reconocimientos
Fue merecedor de la Medalla Alfonso Caso al Mérito Universitario por sus estudios de maestría.

## Publicaciones seleccionadas

### Antologías
- Rogelio Guedea (Coord.) (2015). Historia crítica de la poesía mexicana. México, D. F.: Fondo de Cultura Económica (Biblioteca Mexicana. Serie Historia) / Consejo Nacional para la Cultura y las Artes. ISBN 9786071627247.
- Hernández, Gabriel Enríquez; Sánchez Becerril, Ivonne, eds. (2019). Memoria y reverberaciones de los sesenta y ocho. Ciudad de México: Universidad Nacional Autónoma de México / Instituto de Investigaciones Filológicas (UNAM) (Ediciones especiales) / Centro de Poética. ISBN 9786073022309.